# Okeanobatidae
Okeanobatidae é uma família de milípedes pertencente à ordem Julida.
Géneros:
- Okeanobates Verhoeff, 1939
- Yosidaiulus Takakuwa, 1940